# Maxfield Parrish
Maxfield Parrish, pseudónimo de Frederick Parrish (Filadélfia, 25 de Julho de 1870 – Nova Hampshire, 30 de Março de 1966) foi um ilustrador e pintor do romantismo estadunidense. Das suas obras, todas elas focando temas ou figuras mitológicas, as mais conhecidas são Amanhecer e Os Portadores de lanternas (Daybreak e The Lantern Bearers em inglês, respectivamente).

## Biografia

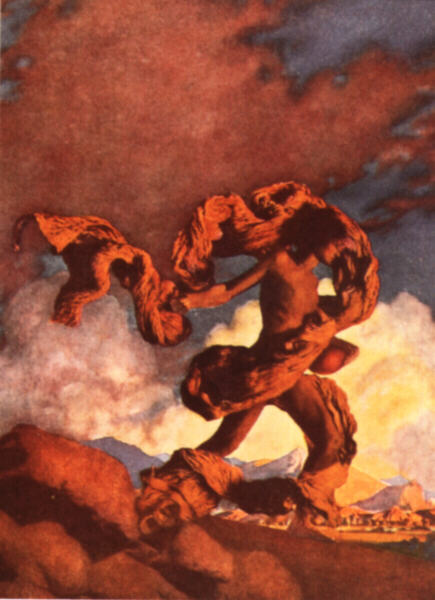
Cadmus

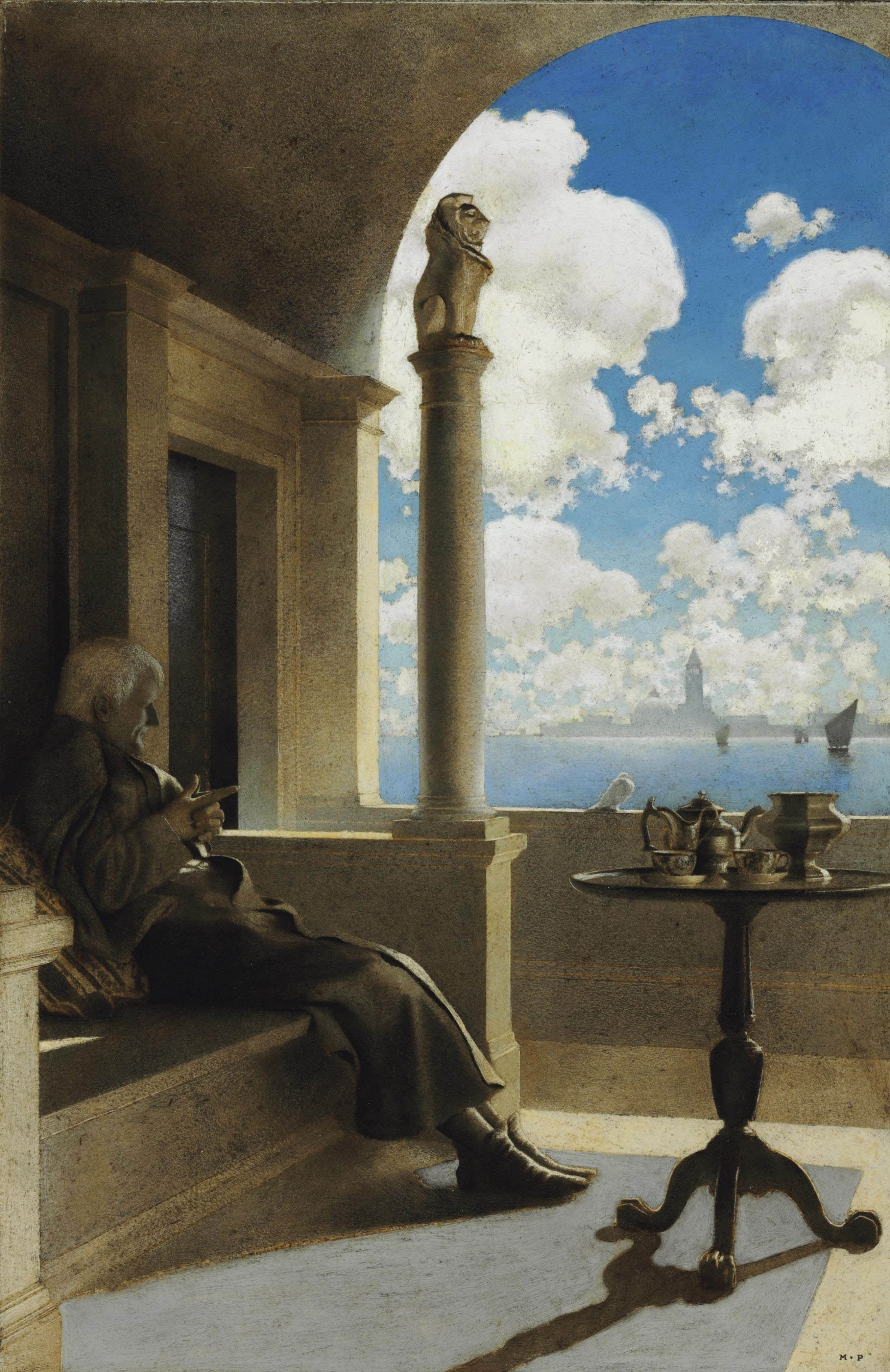
Cardinal

De seu verdadeiro nome Frederick Parrish, o seu pseudónimo Maxfield provém do nome de uma trisavó. Filho de um artista, nomeadamente Stephen Parrish, o seu pai encorajou o filho a enveredar por uma carreira em prol das artes, crendo que um dia se tornasse um proeminente e conhecido pintor nos EUA. Tal, sucedeu-se, de facto.
O pintor, oriundo dos EUA, iniciou os seus estudos como arquitecto, interrompendo-os em 1892. Três anos mais tarde casou com Lydia Austin e concretizou, enfim, a sua segunda viagem pela Europa trabalhando, após o retorno, como ilustrador. Como tantos outros artistas, teve que lutar para obter êxito.
No ano de 1900, contraiu tuberculose, sofrendo, posteriormente, de uma ruptura nervosa. Depois de diversos aconselhamentos médicos, rumou até às praias no Lago Saramac, onde iniciou um vasto percurso na pintura a óleo.
Este brilhante percurso culminou rapidamente com a excelente técnica do pintor, usando este cores brilhantes e vivas, não esquecendo os dourados e as ondulações, típicas da Arte Nova, desta feita, um pouco adiantada. Muitas das tintas que usava tinham marca própria registrada.
Depois de sucumbir à doença novamente, rumou ao Arizona e completou a sua formação a nível do desenho. Viajou, após tal período, novamente para a Europa, junto com uma comissão. A sua carreira estava feita. Reconhecido por toda a Europa Ocidental, retornou à sua casa, em Cornish, New Hampshire, onde passou um Inverno muito produtivo.
Em 1905, conheceu Susan Lewin, de quem permaneceu namorado até ao ano em que deixou de pintar, com 91 anos. Em 1966, com 95 anos, Maxfield faleceu, deixando para trás uma carreira de muitos sucessos e espantosas glórias.